# Val de Tré-les-Eaux
Le val de Tré-les-Eaux est une vallée de France située en Haute-Savoie, au pied du mont Buet.

## Géographie
La vallée se trouve dans le massif du Giffre, délimitée du sud-ouest au nord-est dans le sens horaire par le mont Oreb (2 634 m), le mont Buet (3 098 m), la pointe du Genévrier (2 870 m), le Cheval Blanc (2 830 m), la pointe à Corbeaux (2 686 m), la pointe de la Terrasse (2 734 m), l'aiguille de Loriaz (2 752 m) et les Cornes de Loriaz (2 726 m).
Le haut de la vallée est formé d'un cirque glaciaire de près de trois kilomètres de largeur qui se prolonge par une courte vallée suspendue d'un peu plus d'un kilomètre de longueur orientée vers le sud-est et dont le fond est situé entre 1 900 et 1 950 mètres d'altitude. Les gorges qui constituent le débouché de la vallée sont barrées par la tête des Combasses, un verrou glaciaire culminant à 1 654 mètres d'altitude au niveau duquel le val de Tré-les-Eaux et le vallon de Bérard en provenance du sud-ouest débouchent dans la vallée de Vallorcine juste en aval du col des Montets.
Le ruisseau de Tré-les-Eaux qui draine la vallée est notamment alimenté par la fonte du glacier de Tré-les-Eaux qui s'étend sur l'ubac du mont Buet ; il constitue un affluent du Rhône via l'Eau de Bérard, l'Eau Noire et le Trient,. Dans le centre de la vallée, une prise d'eau prélève une partie des eaux pour alimenter le lac d'Émosson situé au nord-est en Suisse.
L'essentiel de la vallée entaille des gneiss du socle cristallin à l'exception de la moitié supérieure du cirque glaciaire en amont qui est constituée de terrains sédimentaires très peu déformés de marnes et calcaires datant du Jurassique moyen et supérieur. Ces deux formations cristallines et sédimentaires sont en parfaite concordance, le contact entre les deux étant constitué de la pénéplaine antérieure au Trias sur laquelle reposent les terrains sédimentaires, le tout étant basculé vers l'ouest-nord-ouest et affecté par l'érosion.
La vallée est située sur le territoire communal de Vallorcine dont le bourg se trouve à l'est. La frontière avec la Suisse passe au nord entre le Cheval Blanc et la pointe de la Terrasse.

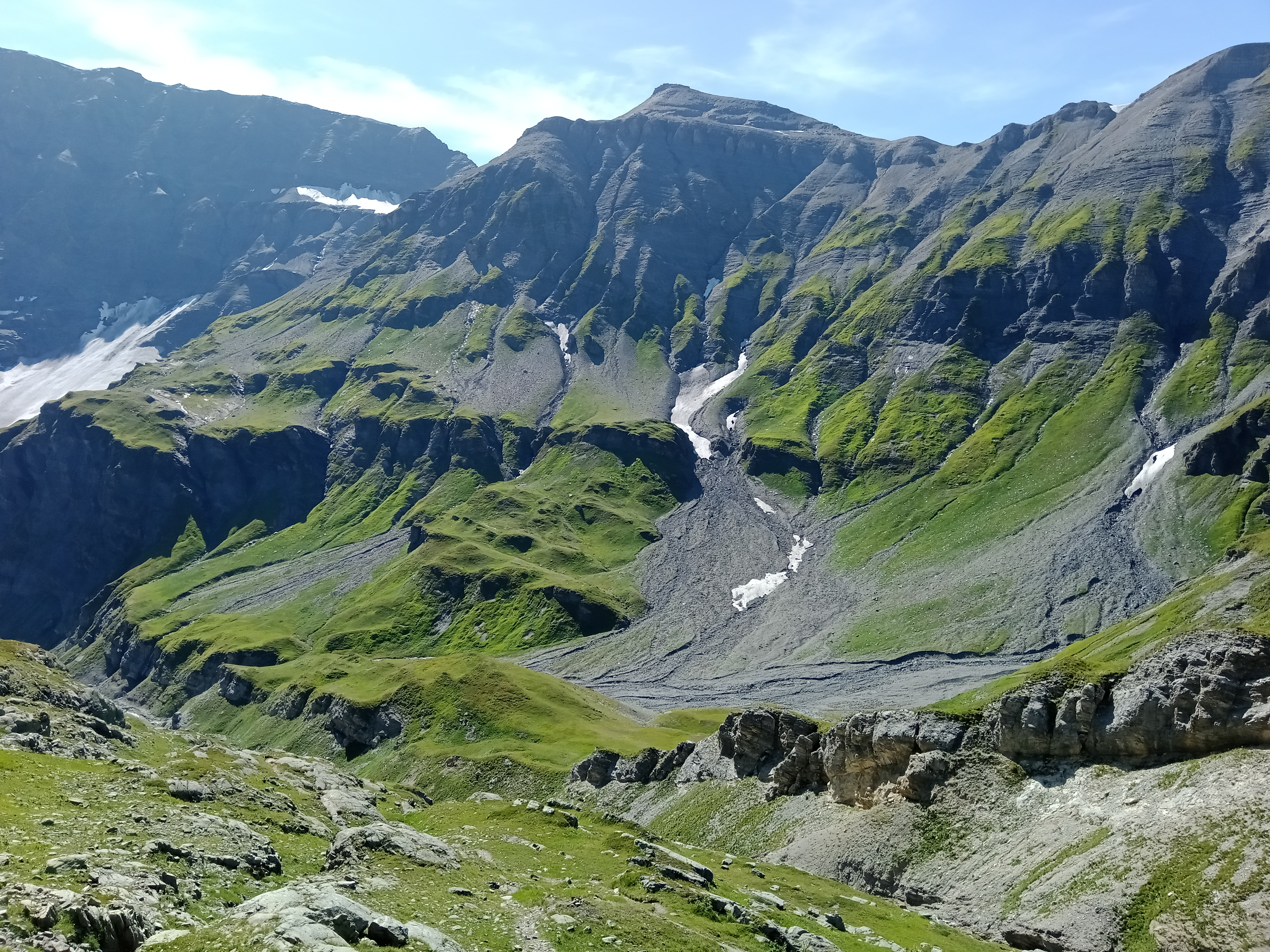
La partie amont de la vallée au pied de la pointe du Genévrier.

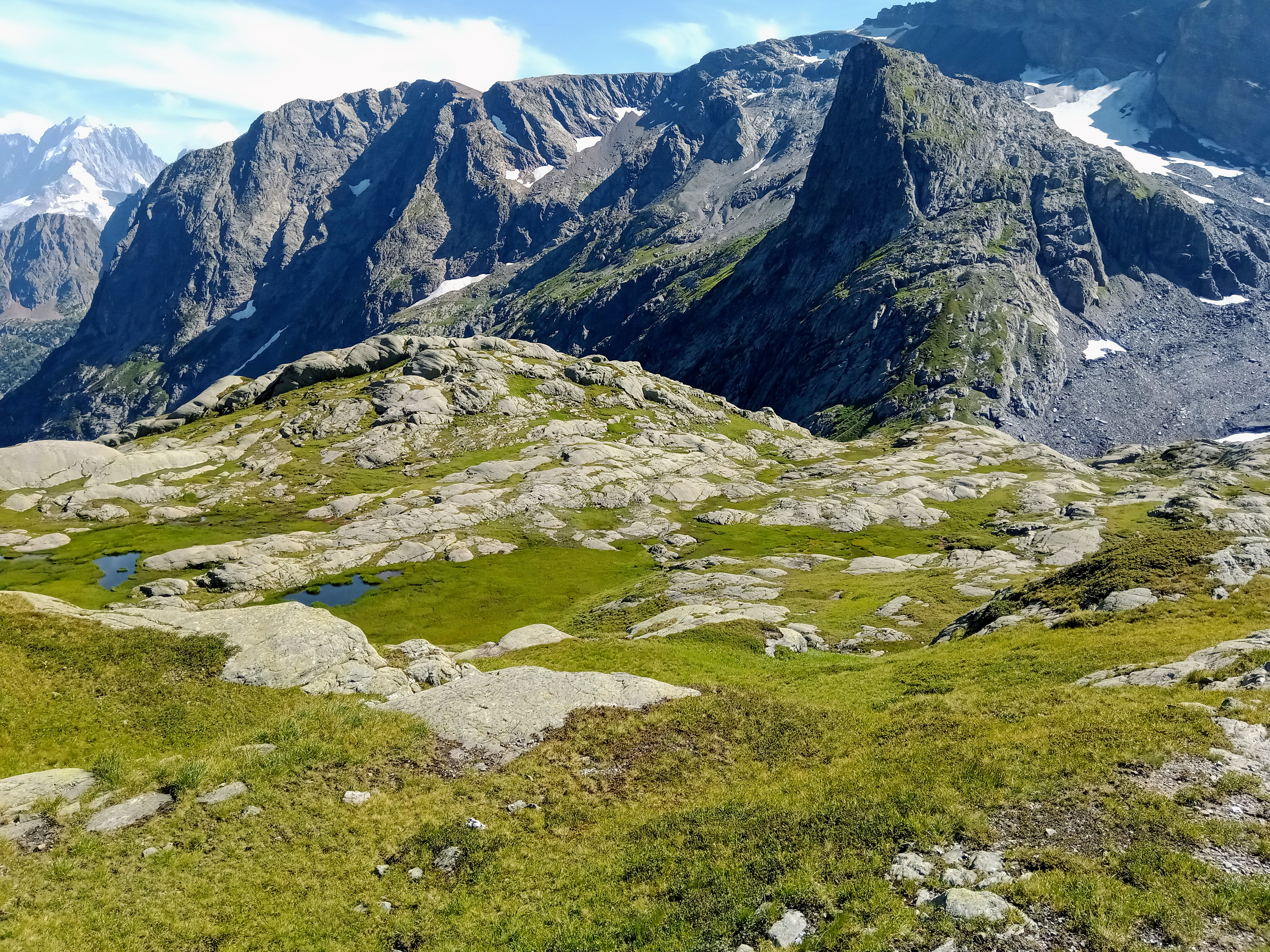
Roches moutonnées et tourbière dans la vallée.